# Кугушевское сельское поселение
Кугушевское се́льское поселе́ние — муниципальное образование в Зеленодольском районе Татарстана Российской Федерации.
Административный центр — село Кугушево.

## История
Статус и границы сельского поселения установлены Законом Республики Татарстан от 31 января 2005 года № 24-ЗРТ «Об установлении границ территорий и статусе муниципального образования "Зеленодольский муниципальный район" и муниципальных образований в его составе».

## Население
| 2010 | 2011 | 2012 | 2013 | 2014 | 2015 | 2016 |
| ---- | ---- | ---- | ---- | ---- | ---- | ---- |
| 613  | ↗614 | ↘589 | ↘568 | ↘558 | ↘540 | ↘526 |
| 2017 | 2018 |      |      |      |      |      |
| ↘522 | ↘503 |      |      |      |      |      |

## Состав сельского поселения
| № | Населённый пункт | Тип населённого пункта       | Население |
| - | ---------------- | ---------------------------- | --------- |
| 1 | Айдарово         | деревня                      |           |
| 2 | Кугушево         | село, административный центр |           |
| 3 | Тугаево          | село                         |           |